# Fosfor
Fósfor (latinsko phosphorus) je kemični element, ki ima v periodnem sistemu simbol P in atomsko število 15. To multivalentno nekovino v dušikovi skupini je moč pogosto najti v neorganskih fosfatnih skalah in v vseh živih celicah, a je nikjer v naravi ne najdemo samorodno. Fosfor je izjemno reaktiven, ob spajanju s kisikom oddaja bled lesk (odtod njegovo ime, ki v latinščini pomeni jutranja zvezda, iz grških besed za svetlobo in prinašanje), pojavlja se v mnogih oblikah in je nujno potreben element za življenje organizmov. Najpomembnejša človeška raba fosforja je v izdelavi gnojil, na široko pa se tudi uporablja za izdelavo eksplozivov, vžigalic, ognjemetov, pesticidov, zobne paste in detergentov. Odkril ga je nemški alkimist Hennig Brand leta 1669 pri močnem segrevanju uparjene sečnine.

## Pomembne lastnosti
Beli fosfor tvori voskasto belo trdnino, ki ima značilen zoprn vonj, a ko je čist, je brezbarven in prozoren. Ta nekovina ni topna v vodi, je pa topna v ogljikovem disulfidu. Čisti beli fosfor se na zraku spontano vžge in zgori v fosforjev pentaoksid.

### Oblike
Fosfor obstaja v najmanj štirih alotropnih oblikah: v beli (ali rumeni), rdeči, in črni (ali vijolični). Najpogostejša sta rdeči in beli fosfor; oba sta tetraederski skupini štirih atomov. Beli fosfor gori na zraku in se ob izpostavljanju toploti ali svetlobi lahko pretvori v rdeči fosfor. Obstaja v dveh različicah, alfa in beta, ki se razločita ob prehodni temperaturi −3.8 °C. Rdeči fosfor je relativno stabilen in sublimira pri plinskem tlaku ene atmosfere pri 170 °C, a gori ob udarcu ali gretju zaradi trenja. Obstaja črni fosforjev alotrop, ki ima podobno strukturo kot grafit - atomi so urejeni v heksagonalnih ravninah - in prevaja elektriko.

## Uporaba
Koncentrirane fosforne kisline, ki lahko vsebujejo od 70 % do 75 % P2O5, so v obliki gnojil zelo pomembne za poljedelstvo in živinorejo. V drugi polovici 20. stoletja je globalno povpraševanje za gnojili vodilo v veliko povečanje izdelave fosfatov. Druge rabe:
- Fosfate uporabljajo pri izdelavi določenih stekel, ki se uporabljajo za karbidne svetilke.
- Kostni pepel, kalcijev fosfat, se uporablja za izdelavo porcelana in za pridobivanje mono-kalcijevega fosfata, ki ga uporabljajo v pecilnem prašku.
- Ta element je tudi pomembna sestavina pri izdelavi jekla, pri izdelavi fosforjevega brona, in v mnogih drugih podobnih izdelkih.
- Trinatrijev fosfat se obče uporablja v čistilnih sredstvih za mehčanje vode in za preprečevanje korozije vodovodne napeljave ali grelcev za vodo.
- Beli fosfor se uporablja v vojaške namene za zažigalne bombe, generatorje dima, dimne bombe in sledilne naboje.
- Različna raba; uporablja se pri izdelavi vžigalic, v pirotehniki, v pesticidih, zobni pasti, čistilih itd.